# Småsvalting
Småsvalting (Alisma wahlenbergii) är en enhjärtbladig växtart som först beskrevs av Holmb., och fick sitt nu gällande namn av Sergei Vasilievich Juzepczuk. Småsvalting ingår i släktet kranssvaltingar, och familjen svaltingväxter. Inga underarter finns listade i Catalogue of Life.
Småsvaltingen har missgynnats av övergödning och förekommer idag endast sparsamt i tre områden vid Östersjön, vid Finska viken, Botteviken och Mälaren. I Södermanlands- och Östergötlands län där den tidigare förekom räknas den nu som regionalt utdöd.